# تپه دادا
تپه دادا مربوط به دوره نوسنگی - عصر مس - دوره اشکانیان - دوره سلجوقیان است و در شهرستان بروجرد، بخش مرکزی، دهستان شیروان، ۱/۵ کیلومتری جنوب شرقی روستای پاپی لک واقع شده و این اثر در تاریخ ۲۸ اسفند ۱۳۸۵ با شمارهٔ ثبت ۱۸۳۳۶ به‌عنوان یکی از آثار ملی ایران به ثبت رسیده است.